# پراسگور
پراسگور (انگلیسی: Prosegur) شرکت خدمات امنیت اسپانیایی است، که در سال ۱۹۷۶ تأسیس شد.